# Bailando en el muladar
Bailando en el muladar es un álbum de Cementerio Club. Fue lanzado en el 2007 por Lamparín Producciones.

## Lista de canciones
Todas las canciones escritas y compuestas por José Arbulú, excepto donde se indique. 
| N.º | Título                | Escritor(es)              | Duración |  |
| 1.  | «Ya no me pones»      | José Arbulú, Pedro Solano | 5:10     |  |
| 2.  | «Las mañanas»         | Pedro Solano, José Arbulú | 4:24     |  |
| 3.  | «No juegues con ella» | José Arbulú, Pedro Solano | 4:33     |  |
| 4.  | «Cara de mico»        | Pedro Solano, José Arbulú | 3:26     |  |
| 5.  | «Please»              |                           | 4:03     |  |
| 6.  | «Lo q tú das»         | Pedro Solano, José Arbulú | 3:11     |  |
| 7.  | «Pierdo el control»   |                           | 4:06     |  |
| 8.  | «Fin»                 | Luis Callirgos            | 4:14     |  |
| 9.  | «Stereoman»           | Pedro Solano              | 3:48     |  |
| 10. | «Rush»                |                           | 3:01     |  |
| 11. | «Verte madrugar»      |                           | 4:43     |  |
| 12. | «Tan de verdad»       | Pedro Solano, José Arbulú | 2:59     |  |
| 13. | «Muladar»             | Ricardo Solís             | 4:04     |  |
| 14. | «Sin preguntar»       | Pedro Solano, José Arbulú | 2:46     |  |

## Epílogo
Hacia fines del 2005 teníamos un puñado de canciones nuevas y sentíamos como siempre las ganas de plasmarlas en un nuevo disco.
En simultáneo, por entonces cada cual tenía diferentes proyectos personales, que surgieron como una suerte de aire que la banda requería tras 9 años de recorrido ininterrumpido a lo largo del sinuoso camino del arte. Teníamos encima el desgaste natural como banda de idas y venidas, de diferencias que se acentuaban y de desencuentros personales. Incluso tácitamente a veces sentíamos que ya había llegado la hora de tomarnos vacaciones, y que debíamos hacer este disco de la banda al menos como una manera de despedirnos en buena onda entre nosotros. A nivel personal cada quien evolucionaba y por ende buscaba el camino más luminoso para sí mismo.
En este contexto la música seguía prevaleciendo por encima de todas las distancias y respiros mencionados. Todo lo otro se olvidaba por un momento ante la magia de crear un nuevo tema en la sala de ensayo. Tanto así, q finalmente nos decidimos a realizar este siguiente álbum.
La idea de un nuevo disco siempre nos motiva a buscar un aire distinto que refleje nuestras nuevas inquietudes musicales, que nos refresque. Para este disco buscamos trabajar un poco más de lo que solíamos la parte rítmica, acentuar paradójicamente nuestro sentimiento festivo y retomar la creación colectiva, componiendo conjuntamente y sobre todo llevando los temas que por ahí alguien pudiera tener con una disposición más abierta, para que se hagan y sientan propios de la banda.
Otro concepto en mente desde el principio, y por ello es que el crédito de producción esta vez lo compartimos con Rafo Arbulú (mi hermano y productor del disco anterior), era el de hacer un disco crudo que se vaya definiendo por sí mismo en el camino y que refleje lo que sentíamos en cada uno de los momentos de este proceso.
Definimos grabar el disco todos tocando a la vez y luego montar los detalles para que tenga un carácter más visceral y de conjunto. En lo personal, yo tenía un viaje de por medio a España sin saber que se desprendería de él; así es que ante la eventualidad de un posible no retorno se decidió grabarlo antes de irme, lo que ocurrió entre el 1 y el 16 de junio de 2006. Cuando entramos al estudio, más de la mitad de las letras del disco no habían sido aún escritas. El plan entonces fue darle prioridad a todo lo que requiriera mi presencia. Luego el resto de la banda culminaría el trabajo. Y así se hizo. Pero estaba escrito que nos volviéramos a juntar, y el trabajo conmigo se retomó en septiembre. El viaje aportó nuevas influencias que se sumaron a lo que ya se tenía trabajado hasta entonces y el proceso se extendió hasta fines de año. Finalmente el disco se terminó, mezcla y masterización, entre marzo y abril del 2007.
El título es "Bailando en el Muladar", que se desprende de una de las canciones del disco: "Muladar", composición de Ric que recogía parte del sentimiento que por entonces la banda tenía. Pedro propuso "De regreso al Muladar" como volviendo de las ["Vacaciones en Mediocielo"]. Yo quise enfatizar el tema de lo festivo y se sugirió "Bailando en el Muladar" y como ha sucedido siempre en el Cementerio Club cuando algo es, todos lo sabemos. El nombre se instaló en nosotros desde ese momento.
Creemos que este disco al igual que el mismo nombre de la banda tiene un espíritu que apuesta siempre por sobreponerse a aquello que es parte de la vida y que a veces vemos como algo adverso. A resaltar sobre lo duro, feo o difícil, la celebración de la vida.
Finalmente, agradecemos a todos los involucrados en este disco y a nosotros mismos, por haber sabido sostenernos firmemente sobre nuestras dudas, temores, debilidades, diferencias y desencuentros en ese compromiso con nuestra música; y por creer que hay algo tan de verdad.
Nos vemos en el muladar.
José Arbulú - Cementerio Club